# 罗马桥 (科尔多瓦)

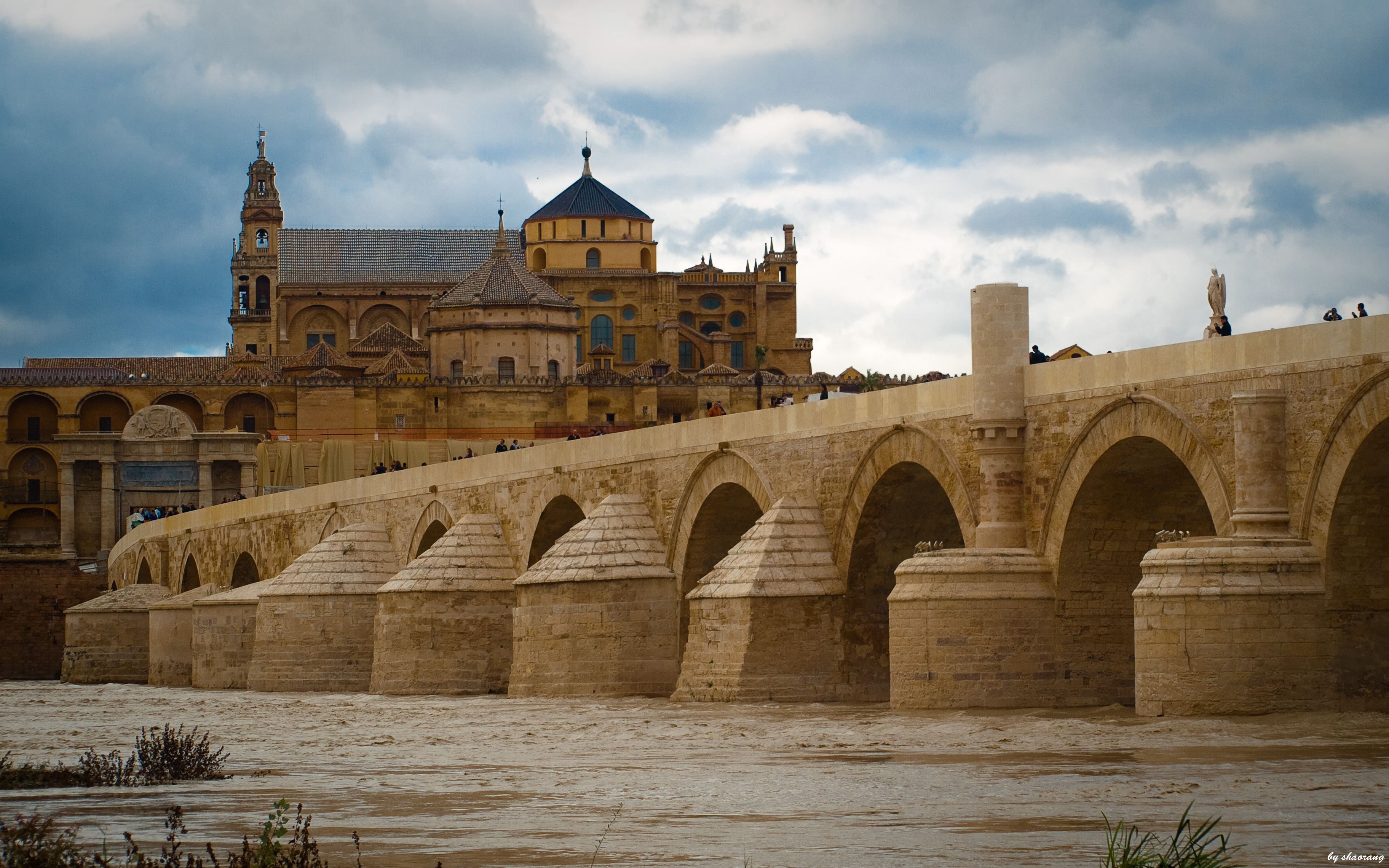
羅馬橋

罗马桥（西班牙語：Puente romano）为瓜达尔基维尔河上的一座石拱桥，位于西班牙科尔多瓦市区，长331米，宽9米，连接两岸的Campo de la Verdad区和主教座堂区（Barrio de la Catedral）。它又名“老桥”（"el Puente Viejo"），直到20世纪中叶下游的圣拉斐尔大桥（Puente de San Rafael）通车前，为该市唯一的桥梁。2004年起仅供行人步行通过。
自1931年，罗马桥与桥门（Puerta del Puente）和卡拉奥拉塔（Torre de la Calahorra）被列为西班牙国家文物。